# Amparafaravola
Amparafaravola, mali grad u središtu Madagaskara s 48 284 stanovnika u Provinciji Toamasina i pokrajini Alaotra Mangoro, upravno središte istoimenog distrikta Amparafaravola. 

## Povijest
Naselje se počelo formirati u doba francuske kolonijalne uprave na početku 20. stoljeća, kad su u njegovoj okolini osnovane prve plantaže kao centar za preradu i skladištenje riže. Danas u gradu postoje osnovne i srednje škole, bolnica, ambulante i par crkava.

## Zemljopisna i klimatska obilježja
Amparafaravola leži u unutrašnjosti otoka na sjeverozapadu središnje visoravni, na nadmorskoj visini od 792 m. Grad se smjestio na rubu plodne doline (1800 km²) velikog jezera Alaotra koje je udaljeno dvadesetak km od grada. Grad je udaljen 71,3 km od regionalnog središta Ambatondrazake, te 267 km od glavnog grada Antananariva državnom cestom br. 44 u pravcu sjeveroistoka.
Kraj oko Amparafaravole najplodniji je dio Madagaskara, u kojem se uzgaja najviše riže, koja je osnovni prehrambeni proizvod Malgaša.
Grad ima miješanu tropsku i umjerenu kontinentalnu klimu, koja je ugodnija od obalnog dijela Madagaskara gdje vladaju velike vrućine.

## Gospodarstvo
Amparafaravola je grad u kojem je većina aktivnosti vezana uz uzgoj, preradu i pakiranje riže uz nešto malo stočarstva.
Preko 80% stanovnika distinkta su seljaci, a 10% stočari. Ostatak stanovništva bavi se ribarstvom (1 %), radi u lokalnoj industriji vezanoj u rižu ili u lokalnoj upravi, školstvu i zdravstvu.

## Vanjske poveznice
- Amparafaravola